# 9-я гвардейская воздушно-десантная дивизия
9-я гвардейская воздушно-десантная Полтавская Краснознамённая орденов Суворова и Кутузова дивизия — воздушно-десантная дивизия, военное подразделение Воздушно-десантных войск Советского Союза в годы Великой Отечественной войны.

## История и боевой путь дивизии
Дивизия была сформирована 15 декабря 1942 года согласно приказу ставки ВГК № 00253 от 8 декабря 1942 года в Московской области на базе 204-й, 211-й воздушно-десантных бригад и 1-й маневренной воздушно-десантной бригады, как 9-я гвардейская воздушно-десантная дивизия. В течение всей войны вела боевые действия в качестве стрелковой дивизии в составе войск 1-й ударной, а с мая 1943 года — 5-й гвардейской армии Юго-Западного, Степного, 2-го и 1-го Украинского фронтов.
Участвовала в Старорусской операции, Курской битве, освобождении Черниговщины и Полтавщины, в Кировоградской, Уманско-Ботошанской, Львовско-Сандомирской, Сандомирско-Силезской, Нижне-Силезской и Верхне-Силезской наступательной операциях, штурме Берлина и освобождении Праги. Особенно она отличилась в боях за Полтаву. Генерал армии А.С.Жадов охарактеризовал эти действия::

«Получив директиву фронта, я со штабом разработал следующий план действий. 32-му гвардейскому стрелковому корпусу (97, 13 и 66-я гвардейские стрелковые дивизии) ставилась задача наступать в направлении Решетиловка, Власовка, стремительно обойти Полтаву с северо-востока и отрезать пути отхода противнику к Днепру. 33-й гвардейский стрелковый корпус (95-я гвардейская стрелковая и 9-я гвардейская воздушно-десантная дивизии), наступая на Полтаву с востока, должен был штурмом овладеть городом. В резерве армии оставалась 6-я гвардейская воздушно-десантная дивизия в готовности нанести удар в направлении Грачи.
22 сентября на рассвете после мощного артиллерийского огневого налета войска армии начали форсирование реки: 32-й гвардейский стрелковый корпус — на участке Подворовка, Голоды; 33-й гвардейский стрелковый корпус — на участке Олиперы, Вакуленцы, станция Полтава-южная.
Непосредственно у Полтавы события развивались следующим образом. В 19 часов 22 сентября 95-я гвардейская стрелковая и 9-я гвардейская воздушно-десантная дивизии, тесно взаимодействуя с частями 84-й Харьковской стрелковой дивизии, наступавшими с юга, начали штурм города. Гитлеровцы отчаянно сопротивлялись. В течение ночи шли горячие схватки на каждой улице… В упорных уличных боях части этих соединений к утру 23 сентября очистили Полтаву от немецко-фашистских захватчиков».

В ознаменование добытой победы приказом Верховного Главнокомандующего от 23 сентября 1943 года № 22 9-я гвардейская воздушно-десантная дивизия полковника Сазонова была удостоена почётного наименования «Полтавская».
22 марта 1944 года 9-я гвардейская Полтавская воздушно-десантная дивизия в составе 33 гв. ск 5-й гв А, форсировав Южный Буг в районе Ивановки, штурмом совместно с другими соединениями взяла Первомайск, а в ночь на 13 апреля части дивизии вышли к Днестру, форсировали его и освободили город Григориополь. За мужество, проявленное при освобождении Первомайска, 9-я гвардейская дивизия была награждена Орденом Красного Знамени. Также за боевые заслуги дивизия была награждена орденами Суворова 2-й степени и Кутузова 2-й степени, а 9 тысяч её воинов награждены орденами и медалями, причём одиннадцать из них получили звание Героя Советского Союза.
После окончания войны на базе дивизии была создана:
- 19 июня 1945 года 116-я гвардейская стрелковая дивизия;
- 1946 год - переформирована в 14-ю гвардейскую механизированную дивизию;
- 1957 год - переформирована в 14-ю гвардейскую мотострелковую дивизию;
- 1982 год - переформирована в 32-ю гвардейскую танковую дивизию.

32-я гвардейская танковая дивизия выведена из Ютербога (ГДР) в Ждановку и расформирована. ВВТ передано на 5359-ю базу хранения вооружения и техники (5359 БХВТ). В 5359-й БХВТ на начало 1990-х гг. находились 314 Т-64, 24 БМП-1, 15 БРМ-1К, 20 ПМ-38.

## Боевой состав
- 23-й гвардейский воздушно-десантный стрелковый  полк
- 26-й гвардейский воздушно-десантный стрелковый полк
- 28-й гвардейский воздушно-десантный стрелковый полк
- 7-й гвардейский воздушно-десантный артиллерийский полк
- 10-й отдельный гвардейский воздушно-десантный истребительный противотанковый дивизион
- 8-я отдельная гвардейская воздушно-десантная разведывательная рота
- 10-й отдельный гвардейский воздушно-десантный сапёрный батальон
- 162-й отдельный гвардейский воздушно-десантный батальон связи (1-я отдельная гвардейская воздушно-десантная рота связи — до 23 ноября 1944 года)
- 2-й отдельный медико-санитарный батальон
- 3-я отдельная гвардейская рота химической защиты
- 4-я автотранспортная рота (4-я отдельная гвардейская авторота подвоза дивизии)
- 5-я полевая хлебопекарня
- 14-й дивизионный ветеринарный лазарет
- 2629-я полевая почтовая станция
- 1821-я полевая касса Государственного банка
- Отдельная зенитно-пулеметная рота
- дивизионная газета «Сталинская Гвардия»

Периоды вхождения в состав Действующей армии:
- 10 февраля 1943 года −22 апреля 1943 года;
- 10 июля 1943 года — 25 июня 1944 года;
- 13 июля 1944 года −11 мая 1945 года.[8]

- управление (Ютербог)
- 287-й гвардейский танковый ордена Александра Невского полк (Альтес-Лагер)
- 288-й гвардейский танковый Висленский ордена Кутузова полк (Ютербог)
- 343-й гвардейский танковый Львовский Краснознамённый, орденов Суворова, Кутузова, Богдана Хмельницкого и Александра Невского полк (Ютербог)
- 69-й мотострелковый полк (Вюнсдорф)
- 469-й гвардейский самоходно-артиллерийский Одерский ордена Богдана Хмельницкого полк (Альтес-Лагер)
- 1009-й зенитный ракетный полк (Ютербог)
- 32-й отдельный разведывательный батальон (Ютербог)
- 211-й отдельный батальон связи (Ютербог)
- 148-й отдельный инженерно-саперный батальон (Ютербог)
- 90-й отдельный батальон материально-технического обеспечения (Ютербог)
- 19-й отдельный ремонтно-восстановительный батальон (Форст-Цинна (Ютербог))
- 636-й отдельный медицинский батальон (Ютербог)
- 22-я отдельная рота химической защиты (Ютербог)[9]

Дивизия имела в 1989 на вооружении 320 танков Т-64.

## Командование дивизии
Командиры
Согласно приказу ВГК от 8 декабря 1942 года № 00253, первым командиром дивизии должен был стать генерал-майор Ф. Я. Соловьёв, но он так и не приступил к обязанностям командира дивизии. В итоге командирами дивизии в разное время были:
- гвардии полковник Грачёв М. В. (10 декабря 1942 — 13 января 1943)[11]
- гвардии полковник Виндушев К. Н. (13 января — 19 марта 1943)
- гвардии полковник, с сентября 1943 года генерал-майор Сазонов А. М. (19 марта 1943 — 6 марта 1944);
- гвардии генерал-майор Пичугин И. П. (20 марта — 6 августа 1944)
- гвардии полковник Афанасьев Ф. А. (12 — 30 августа 1944)
- гвардии полковник Шумеев П. И. (6 сентября 1944 — 1 мая 1945)
- гвардии полковник Голуб Е. М. (2 мая — 12 июня 1945)

Заместители командира
- гвардии полковник  Гаран А. П. (14 сентября 1943 — 2 января 1945)

Начальники штаба

## Награды дивизии
- Декабрь 1942 года — Почетное звание  «Гвардейская» — присвоено приказом Народного комиссара обороны СССР в декабре 1942 года при формировании;
- 23 сентября 1943 года — Почетное наименование Полтавская — присвоено приказом Верховного Главнокомандующего от 23 сентября 1943 года в ознаменование одержанной победы и отличие в боях за освобождение Полтавы;
- 1 апреля 1944 года —  Орден Красного Знамени — награждена указом Президиума Верховного Совета СССР от 1 апреля 1944 года за образцовое выполнение заданий командования в боях за освобождение города Первомайска и проявленные при этом доблесть и мужество;[12]
- 19 февраля 1945 года —  Орден Суворова II степени — награждена указом Президиума Верховного Совета СССР от 19 февраля 1945 года за образцовое выполнение боевых заданий командования в боях при прорыве обороны немцев западнее Сандомира и проявленные при этом доблесть и мужество;[13]
- 4 июня 1945 года —  Орден Кутузова II степени — награждена указом Президиума Верховного Совета СССР от 4 июня 1945 года за образцовое выполнение заданий командования в боях с немецкими захватчиками при овладении городом Дрезден и проявленные при этом доблесть и мужество.[14]

Награды частей дивизии:
- 23-й гвардейский воздушно-десантный стрелковый ордена Александра Невского[15] полк;
- 26-й гвардейский воздушно-десантный стрелковый Висленский[16] ордена Кутузова[17] полк;
- 28-й гвардейский воздушно-десантный стрелковый Дембицкий[18] ордена Кутузова[17] полк;
- 7-й гвардейский воздушно-десантный артиллерийский Одерский[19] ордена Богдана Хмельницкого[17](награжден орденом Богдана Хмельницкого II степени) полк.

## Отличившиеся воины
Герои Советского Союза:
- Ананьев, Пётр Филиппович, гвардии старший сержант, помощник командира стрелкового взвода 26-го гвардейского воздушно-десантного полка.
- Вербовский, Иван Устинович, гвардии старший сержант, санитарный инструктор батальона 26-го гвардейского воздушно-десантного полка.
- Воробьёв, Егор Терентьевич, гвардии младший сержант, партийный организатор 7-й роты 23-го гвардейского воздушно-десантного полка.
- Илюшин, Иван Яковлевич, гвардии старший сержант, командир отделения 23-го гвардейского воздушно-десантного полка.
- Климовский, Николай Афанасьевич, гвардии майор, командир 7-го гвардейского воздушно-десантного артиллерийского полка.
- Кобелев, Аркадий Васильевич, гвардии сержант, помощник командира взвода 26-го гвардейского воздушно-десантного полка.
- Ороховатский, Ефим Савельевич, гвардии подполковник, командир 26-го гвардейского воздушно-десантного полка.
- Ткаченко, Григорий Трофимович, гвардии лейтенант, командир пулемётного взвода 23 гвардейского воздушно-десантного полка. Указ Президиума Верховного Совета СССР от 27 июня 1945 года.
- Хворов, Леонид Петрович, гвардии младший сержант, пулемётчик 23 гвардейского воздушно-десантного полка. Указ Президиума Верховного Совета СССР от 27 июня 1945 года.
- Шабанов, Иван Герасимович, гвардии старшина, командир орудийного расчёта 7 гвардейского воздушно-десантного артиллерийского полка. Указ Президиума Верховного Совета СССР от 13 сентября 1944 года. Звание присвоено посмертно.
- Яврумов, Владимир Акопович, гвардии старший лейтенант, командир роты 28 гвардейского воздушно-десантного полка. Указ Президиума Верховного Совета СССР от 27 июня 1945 года. Звание присвоено посмертно.

 Кавалеры ордена Славы трёх степеней.
- Власенко, Ефим Федосеевич, гвардии сержант, разведчик 8 отдельной гвардейской разведывательной роты.
- Макаренко, Василий Тимофеевич, гвардии старший сержант, командир расчёта 76 мм орудия 7 гвардейского артиллерийского полка.
- Овчаренко, Иван Тихонович, гвардии младший сержант, помощник командира разведывательного взвода 8 отдельной гвардейской разведывательной роты.
- Правденко, Павел Демьянович, гвардии старший сержант, командир отделения разведки дивизиона 7 гвардейского артиллерийского полка.
- Цезарь, Иван Григорьевич, гвардии старший сержант, командир отделения отдельной зенитной пулемётной роты.
- Цулая, Иродион Нестерович, гвардии младший сержант, наводчик орудия 7 гвардейского артиллерийского полка.